# Strażnica WOP Łowin
Strażnica WOP Miedziana/Łowin – podstawowy pododdział graniczny Wojsk Ochrony Pogranicza.

## Formowanie i zmiany organizacyjne
Strażnica została sformowana w 1945 w strukturze 2 komendy odcinka Leśna jako 9 strażnica WOP (Kupper) o stanie 56 żołnierzy. Kierownictwo strażnicy stanowili: komendant strażnicy, zastępca komendanta do spraw polityczno-wychowawczych i zastępca do spraw zwiadu. Strażnica składała się z dwóch drużyn strzeleckich, drużyny fizylierów, drużyny łączności i gospodarczej. Etat przewidywał także instruktora do tresury psów służbowych oraz instruktora sanitarnego. W 1947 została przeformowana na strażnicę II kategorii – 43 wojskowych.
Od 15 marca 1954 wprowadzono nową numerację strażnic, a strażnica WOP Łowin II kategorii otrzymała nr 12. 
W 1956 rozpoczęto numerowanie strażnic na poziomie brygady. Strażnica II kategorii Łowin była 12. w 8 Brygadzie Wojsk Ochrony Pogranicza. W 1960, po kolejnej zmianie numeracji, strażnica posiadała numer 18 i zakwalifikowana była do kategorii IV w 8 Łużyckiej Brygadzie WOP . W 1964 strażnica WOP nr 17 Łowin uzyskała status strażnicy lądowej i zaliczona została do IV kategorii .

## Ochrona granicy
Strażnice sąsiednie:
8 strażnica WOP Schwerta; 10 strażnica WOP Scheiba

## Dowódcy strażnicy
- ppor. Mieczysław Giemza (był 10.1946)[b].
- por. Stanisław Olecki (?-1952)???
- chor. Henryk Graczyk (?-1952)???
- por Jan Piotrowicz (1971-1976)